# Agua Caliente (El Salvador)
Agua Caliente es un distrito del municipio de Chalatenango Centro que integra el departamento de Chalatenango, en El Salvador. Según el censo de 2024, tiene una población de 7 341 habitantes.

## Geografía física
El distrito está ubicado a 70 kilómetros de San Salvador y a 45 kilómetros de la cabecera departamental de Chalatenango.
Agua Caliente tiene una extensión territorial de 195,74 km², y es el segundo municipio más grande del departamento, después de Nueva Concepción. Se encuentra a una altitud de 380 m s. n. m. (metros sobre el nivel del mar). 

### Hidrografía
Agua Caliente cuenta con uno de los ríos más importantes de la región, el río Metayate, el cual recorre todo el municipio, de norte a sur. Debido a la deforestación de la región, el río se seca en los crudos meses de la estación seca. La deforestación en el distrito ha representado la pérdida de 433 hectáreas de bosque desde el año 2001 hasta 2024. Lo que representa una disminución de la cobertura boscosa del distrito del 8.0% desde el año 2000.
Varios estudios han encontrado que el río Metayate tiene agua cruda para potabilizar por métodos convencionales, solo el 27% de los ríos de El Salvador tienen esta misma condición. Además, ese mismo estudio encontró que el agua del río Metayate es apta para usos recreativos con contacto humano.   La villa de Agua Caliente se encuentra en un pequeño valle y está rodeada de cerros y colinas, siendo los más altos los de la zona norte, que es donde se origina el río Metayate, en las montañas y colinas de los cantones Encumbrado y Cerro Grande, terminando en el río Lempa.

### Riesgos naturales
Agua Caliente es clasificado como un distrito con baja amenaza de desastres naturales. Un estudio realizado en 2006, habla de que el distrito de Agua Caliente tiene peligrosidad baja a inundaciones. Sin embargo, ese mismo estudio encontró que el distrito tiene peligrosidad media a deslizamientos.  Este mismo estudio dice que el departamento de Chalatenango no es considerado de actividad volcánica por lo que todo el departamento, y por consecuencia el distrito, tiene peligrosidad baja de este tipo de desastres naturales. Es clasificado también como una zona de sismicidad baja, ya que el departamento no tiene fallas locales con actividad sísmica importante. Además, la amenaza de incendios también es baja, según Global Forest Watch, el distrito ha perdido 433 hectáreas de cobertura boscosa desde el año 2001 al 2024, y de estos, solamente 11 de estas hectáreas se perdieron debido a incendios forestales, representando el 2.5% de la pérdida de cobertura arbórea.

## Historia
Los lugareños son amistosos y corteses con los visitantes. Se observa comúnmente en los habitantes de la ciudad y sus alrededores, rasgos caucásicos bien notorios. Esto se debe probablemente a que en el siglo XVIII el gobernador de la Capitanía General de Guatemala, el Barón de Carardalet, facilitó asentamientos de colonos españoles en el departamento de Chalatenango para comercializar la extracción del añil en sus años de bonanza económica. Un documento publicado por FISDL indica lo siguiente. El presbítero y doctor don Isidro Menéndez explica de la siguiente manera los orígenes de la población de Agua Caliente: Parece -dice el sabio sacerdote- que en el año de 1791 se erigió en pueblo y se cree que lo fue de orden del intendente que residía en San Salvador. Sin embargo, ese parecer y esa creencia no corresponden a la verdad histórica, pues el corregidor intendente don Antonio Gutiérrez y Ulloa apunta que en 1807 Agua Caliente era simplemente una Hacienda de Ganado y Añil de D. Bernardino Aguilar 5 leguas al N. E. de Tejutla: extraviada de Camino Real, Según otra tradición, por el año de 1819 se constituyó en esa hacienda un valle o aldea que, en cumplimiento de Leyes y Ordenanzas de Indias, se erigió en pueblo con el nombre kilométrico de San José Agua Caliente de las Flores. El nuevo municipio quedó incorporado en el partido de Tejutla.

### Post-independencia
El Municipio de Agua Caliente perteneció de 1824 (12 de junio) a 1833 (13 de mayo) al departamento de San Salvador; de 1833 (13 de mayo) a 1833 (21 de octubre) al departamento de Tejutla; de 1833 (21 de octubre) a 1835 (22 de mayo) al departamento de San Salvador; y de 1835 (22 de mayo) a 1855 (14 de febrero) al departamento de Cuzcatlán. A partir de esta última fecha ha sido municipio del departamento de Chalatenango. 
En el 13 de enero de 1854, el gobernador José D. Montiel reporta en un informe de mejoras en el Departamento de Cuscatlán que en Agua Caliente se había edificado un camposanto de pared de adobe de 150 varas de circunferencia y 2 de alto con su correspondiente entejado y puerta. Se edificó una casa de teja de 10 varas de largo y 7 de ancho con su correspondiente revoco, puerta y compostura de suelo destinada para convento.
En 1890 tenía una población de 2,340 almas. El nombre de Agua Caliente le proviene a ese lugar, por tener dos fuentes termales y el ausol o infiernillo de El Obrajuelo.
Fue parte importante de la actividad del añil y en algunos lugares aún hay ruinas de obrajes o pilas donde se trabajaban las hojas del árbol de añil.
En el 22 de abril de 1893, durante la administración del Presidente Carlos Ezeta, la Secretaría de Instrucción Pública y Beneficencia acordó el establecimiento de una escuela mixta en el valle de Obrajuelo, su dotación era 15 pesos mensuales.
En la época de la guerra civil fue territorio en disputa entre la guerrilla del FMLN y la Fuerza Armada. La zona norte (Encumbrado, Ojos de Agua y un poco Agua Fría) tenía presencia regular de la guerrilla que incursionaba ocasionalmente en lo urbano. Muy poca gente del lugar se incorporó a la guerrilla.
Por decreto legislativo (Diario Oficial de El Salvador, 22 de diciembre de 1997 n.° 239) se le otorgó el título de villa el 11 de diciembre de 1997. La Asamblea Legislativa en su decreto n.° 179, dice en su considerando II, Que debido al espíritu emprendedor de sus habitantes y a los méritos innegables de su gente, el pueblo de Agua Caliente, en el Departamento de Chalatenango, ha logrado en la actualidad los servicios públicos necesarios e indispensables para su desarrollo y decreta el Art 1. Otórgase el Título de Villa al Pueblo de Agua Caliente en el departamento de Chalatenango.

## Demografía
Agua Caliente es el octavo distrito más poblado del Departamento de Chalatenango. El distrito tiene una población de 7 341 habitantes en el año 2024. Esto hace que el distrito tenga una densidad poblacional de 37,5 habitantes por kilómetro cuadrado, haciéndolo uno de los distritos menos densamente poblados del país.
Características de la población
De la población total del distrito, el 100.00 % de su población es clasificada como rural, según el censo salvadoreño de 2024. De estos, 1 635 viven en la cabecera del distrito, que es popularmente conocido como "el casco urbano" o el pueblo de Agua Caliente. El resto, un total de 5 706 habitantes, se reparte en los diferentes cantones del distrito. De estos, 3 221 habitantes son clasificados en zonas rurales dispersas y 2 485 habitantes en zonas mayoritariamente deshabitadas.
Sexo
Según sexo, el 54.03 % de la población son mujeres, un total de 3 966. Mientras que el 45.97 % son hombres, un total de 3 375.
Etnia
El censo salvadoreño de 2024 encontró que el 0.34% de la población, o un total de 25 personas en el distrito de Agua Caliente se identifican como indígena. De estos, 10 no sabe o no responde a que grupo indígena pertenece, 7 pertenecen al grupo de mayas chortí, 4 Lencas, 3 náhuat y 1 pertenece a otro grupo indígena.
Además, el censo salvadoreño de 2024 contó a 36 personas en el distrito que se identifican como afrosalvadoreños. Representando el 0.49% de la población total.
Migración
En el distrito hay un total de 61 personas nacidas en el extranjero, es decir, son migrantes, representando el 0.83% de la población del distrito. 
Mientras que 262 personas que vivían en el distrito en mayo de 2019, se habían mudado a otro distrito cuando el censo se realizó. De estos, 65 se habrían mudado a Nueva Concepción, 32 a La Reina, 17 a San Salvador y 12 a Tejutla. Mientras el resto, a distintos distritos por todo el país.
Por otro lado, un total de 2,297 personas reportaron haber nacido en el distrito de Agua Caliente, pero que actualmente habrían migrado a otro distrito. 363 habrían migrado a Nueva Concepción, 149 a Apopa, 140 a Aguilares, 137 a San Salvador y 119 a Soyapango. El resto a distintos distritos por todo el país.
Un total de 604 personas del distrito de Agua Caliente habrían migrado en los últimos 10 años hacia el extranjero, principalmente jóvenes entre 20 y 24 años. De estos, 595 habrían migrado a Estados Unidos, 4 a otros países no especificados, 3 a España y 2 a Belice. Además, un 44.6% de los hogares del distrito, un total de 1,249 reportaron haber recibido remesas en los últimos 12 meses, evidenciando una cantidad significativa de población del distrito que ha migrado hacia Estados Unidos.
Idiomas y Educación
El idioma hablado en el distrito es el español. Sin embargo, 214 habitantes o el 2.92% de la población del distrito, habla un segundo idioma. De estos, 211 personas hablan inglés como segundo idioma, 3 hablan francés, 3 otro idioma, 1 italiano, 1 lenguaje salvadoreño de señas (LESSA) y 1 Náhuat.
En lo que se refiere a la alfabetización, un total de 1,082 personas son analfabetas, es decir, no saben leer ni escribir, el 17.2% de la población de 10 años o mayor del distrito. De estos 536 son mujeres, mientras que bajo esa misma categoría se encuentran 546 hombres. La mayoría de las personas analfabetas tienen entre 60 y 64 años.
El grado de escolaridad promedio, es decir, el número de años que en promedio, la población de 10 años o más ha aprobado en el sistema educativo, en el distrito de Agua Caliente es de 5.9 años. Esto es menor que el promedio del departamento de Chalatenango que se encuentra en 6.8 años, y mucho menor que el promedio nacional de 8.0 años.
Además, la población de 3 años o más tiene los siguientes niveles de educación, basado en el último nivel educativo aprobado: el 0.1% de la población del distrito tiene un posgrado, 4% tiene educación superior universitaria, 0.4% tiene educación técnica universitaria, 0.4% educación técnica, 13.9% bachillerato, 17.2% séptimo a noveno grado, 39.6% primero a sexto grado, 0.2% educación especial, 3.4% educación parvularia, 1.9% educación inicial y 18.9% ninguna.
| Censo | Población | Cambio | Porcentaje |
| ----- | --------- | ------ | ---------- |
| 2007  | 8 261     | N/D    | N/D        |
| 2024  | 7 341     | -920   | -11.1%     |

## Política
El último alcalde del distrito de Agua Caliente fue Edwin Cisneros, un conocido ganadero del cantón Obrajuelo quien gobernó entre 2015-2024 y miembro del Partido de Concertación Nacional. Antes de él, el alcalde fue Don Santos Nery Tejada, quien gobernó entre 2006-2015, miembro del partido Alianza Republicana Nacionalista. Ambos gobernaron por 9 años. Por lo que el distrito tiene una larga historia de votar por partidos de derecha. Actualmente, el distrito es parte del municipio de Chalatenango Centro, que es gobernado por Martín Leiva, del partido Nuevas Ideas quien ganó el municipio con 37% del voto, y ganó el distrito de Agua Caliente con más del 50% de los votos.

### Resultados municipales
|  | 48.60 % |

|  | 28.74 % |

|  | 41.52 % |

|  | 29.16 % |

|  | 36.19 % |

|  | 24.47 % |

|  | 44.89 % |

|  | 32.00 % |

|  | 57.68 % |

|  | 34.88 % |

|  | 48.46 % |

|  | 22.18 % |

|  | 38.20 % |

|  | 28.57 % |

|  | 34.46 % |

|  | 28.77 % |

|  | 57.41 % |

|  | 21.11 % |

|  | 53.14 % |

|  | 25.06 % |

|  | 50.02 % |

|  | 34.85 % |

### Resultados presidenciales
|  | 51.61 % |

|  | 25.49 % |

|  | 81.89 % |

|  | 18.11 % |

|  | 61.15 % |

|  | 17.99 % |

|  | 71.88 % |

|  | 21.47 % |

|  | 57.84 % |

|  | 42.16 % |

|  | 42.73 % |

|  | 40.35 % |

|  | 58.81 % |

|  | 41.19 % |

|  | 51.78 % |

|  | 36.97 % |

|  | 85.64 % |

|  | 6.85 % |

## Economía
Agua Caliente es uno de los más importantes productores de leche y sus derivados en el departamento de Chalatenango. Se producen y comercializan distintos tipos de lácteos como: cuajada, crema, requesón, queso seco, queso achiclado, queso majado. Ha habido una tradición ganadera desde mediados del siglo XX. La principal actividad económica es la ganadería seguida de la agricultura (). El ingreso de remesas que llega de la población migrante residente en el extranjero bien podría ser hasta más importante que la ganadería, aunque no hay estudios precisos al respecto. El flujo constante de capital del exterior ha hecho que las casas de la zona suban de precio, pudiéndose encontrar casas hasta de $60,000.00. En cuanto a las empresas privadas más sobresalientes tenemos: ACAYCCOMAC de R.L, (esta empresa es la que genera más empleos en el distrito), Caja de Crédito de Nueva Concepción, Colegio Católico Padre Nicolás Antonio Rodríguez, clínicas de atención  médica y odontológica, laboratorios de análisis clínico, procesadoras de lácteos, ACASAMAC, entre otras.

### Turismo
Entre los lugares turísticos que tiene el distrito se pueden nombrar dos ausoles o aguas termales, ubicados uno en el barrio El Carmen y el otro en el cantón Obrajuelo. El lugar conocido como El Salto, en el cantón Ojos de Agua tiene unas cascadas de gran belleza natural. En el cantón Cerro Grande se pueden apreciar montañas en un ambiente fresco y puro. En este lugar hay bosques de pino y roble. Existe un cerro donde se puede acampar, dado que es una zona agradable y única para realizar actividades de campo. Entre otros lugares turísticos que tiene Agua Caliente se mencionan La Junta, El Río Lempa en el cantón Encumbrado, y pozas del río Metayate que son visitadas con frecuencia, especialmente durante la estación lluviosa. La Piedra Movediza, (ver video ) que se ubica en la calle que conduce al caserío Montañita es una atracción muy singular; es una gigantesca roca que puede ser movida con facilidad debido al balance natural en el que se encuentra. Ha sido una atracción para los lugareños y visitantes desde principios del siglo pasado.

## Transportes
Conduciendo por la carretera Troncal del Norte y luego con dirección hacia Nueva Concepción hay que desviarse en Amayo para acceder a esta típica villa. 
Su área urbana está comprendida por el barrio El Centro y el barrio El Carmen. Siete cantones forman parte de su división administrativa: Agua Zarca, Cerro Grande, Encumbrado, Ojos de Agua, Santa Rosa, Agua Fría y Obrajuelo. Además, el distrito cuenta con 45 caseríos. 

## Servicios públicos
Agua Caliente cuenta con 17 centros educativos los cuales reciben asistencia del MINED.
Entre las instituciones gubernamentales que brindan sus servicios en el distrito están: alcaldía municipal, PNC, Correos de El Salvador, Unidad de Salud, centro escolar Miguel Cabrera, Instituto Nacional "Rufino Guevara" y Dirección General de Protección Civil. El terreno en la que se encuentra el centro escolar Miguel Cabrera fue donada por Miguel Cabrera quien en los años setenta fue alcalde de la villa, este a su vez heredó estas tierras de su padre Abraham Cabrera, nacido a finales del siglo XIX. Se dice de la familia Cabrera que llegó de Guatemala a comprar tierras en la hacienda Agua Caliente a finales del siglo XVIII y fueron prácticamente de las familias fundadoras del distrito junto con las familias Guevara, Menjívar y Aguilar.

## Patrimonio cultural inmaterial

### Festividades
Una de las tradiciones más peculiares de la villa era y fue por largo tiempo, la de pasear a Judas antes de la Semana Santa. Judas era un muñeco fabricado de matas de bananero y era paseado en todo el pueblo. Lee su testamento antes de morir ahorcado. El testamento es una especie de historial de la población, además de un acto cómico en el cual Judas deja a diferentes personajes importantes del lugar, una herencia. Esta herencia es una especie de “mea culpa” o confesión, se excusan los errores, adulterios, pecados, etc., el público ríe de todo y de todos y los asuntos secretos hasta entonces, se vuelven la comidilla del día.
Las fiestas patronales en el distrito se celebran los días 15, 16, 17, 18 y 19 de marzo en honor a San José, patrono del distrito. El distrito  también cuenta con una de las iglesias católicas más hermosas del país. Tiene dos campanarios pero solo una campana. Cuenta la leyenda que a inicios del siglo pasado, la segunda campana, la de más hermosos sonidos fue robada furtivamente en una noche oscura por ladrones que la llevaron a una famosa iglesia de Ahuachapán. El distrito tiene un mercado municipal, un polideportivo y un parque muy atractivo. Sin embargo, hay servicios que necesitan mejorías de urgencia como lo es el cementerio local donde la población a veces se ve obligada a enterrar a sus muertos sobre sepulturas existentes ya que por mucho tiempo no se ha expandido.

## En las artes y la cultura popular
En 1967, Tim Lavelle, un voluntario estadounidense del Cuerpo de Paz jugó un rol de importancia en el desarrollo de Agua Caliente. En aquel entonces, Paul Freundlich produjo un cortometraje donde se relatan las actividades que Tim llevó a cabo y el rol vital que jugó en la historia moderna de la villa, al ayudar a organizar la fundación de una cooperativa que es parte de la economía actual de Agua Caliente. El video fue subido al internet en 2009 (https://www.youtube.com/watch?v=tJHZJ33Kr8E). Años más tarde, en 2013, se cerró el círculo cuando Tim Lavelle y Paul Freundlich regresaron a Agua Caliente. En esa ocasión, el personal de la misma cooperativa que ayudó a fundar, le hizo un reconocimiento por el papel que en su tiempo Tim Lavelle desempeñó para la creación de la misma. Paul Freundlich grabó el evento en su película “Regreso a Agua Caliente” (en inglés) que también fue subida a la red. (https://www.youtube.com/watch?v=wWQV_3CpGNQ En ella se muestran escenas del evento que de una u otra forma reflejan aspectos socioculturales del lugar.